# 2S35 Koalizija-SW
Die 2S35 Koalizija-SW (russisch 2С35 Коалиция-СВ) ist eine russische Panzerhaubitze. Das SW (СВ) im Namen ist die Abkürzung für die russischen Landstreitkräfte (Сухопутные войска, dt. Transkription: Suchoputnije wojska).

## Technik
Das in einem unbemannten Turm installierte 2A88-Geschütz hat ein Kaliber von 152 mm. In der späteren Serienausführung soll dieser auf der Armata-Plattform montiert werden.
Das Artilleriesystem wird vom Rüstungsunternehmen Uraltransmasch hergestellt, einem Tochterunternehmen der Uralwagonsawod.
Das Modell 2S35-1 Koalizija-SW KSh wurde als eine Weiterentwicklung beim JSC Central Research Institute Burevestnik bekannt. Der Turm der Haubitze wird dabei auf einen 8x8-Lastkraftwagen KAMAZ-6560 montiert.
Laut nicht verifizierbaren russischen Angaben soll das System durch Künstliche Intelligenz über Teilautonomität verfügen. Zielerfassung und Navigation würden demnach automatisiert arbeiten.

## Geschichte
Es wurde erstmals am 9. Mai 2015 auf der Militärparade zum 70. Jahrestag des Sieges auf dem Roten Platz in Moskau der Öffentlichkeit auf dem Fahrgestell des Panzers T-90 gezeigt.
Ende 2023 begann laut der staatlichen russischen Nachrichtenagentur Tass die Auslieferung der 2S35 Koalizija-SW an die russische Armee. Nach Angaben von Sergei Wiktorowitsch Tschemesow wurde die erste Lieferung basierend auf den Erprobungs- und Entwicklungsmodellen bereitgestellt. Anschließend wurde nach Angaben des Amtsblatts der russischen Regierung die Serienproduktion aufgenommen.